# BM-24
BM-24（ロシア語: БМ-24）は、ソビエト連邦が第二次世界大戦後に開発した240mm多連装ロケット砲である。

## 概要
12本の240mmロケット弾発射器を装備しており、車台には6×6輪駆動トラックのZIL-151 (後にはZIL-157) やAT-S装軌式トラクターが使用される。生産は1947年からモスクワのZIL (当時の名称は第2スターリン記念工場、ZIS) で開始され、ソ連以外にも多くの友好国に輸出された。本国ソ連（ロシア）を含むほとんどの国ではより新しいBM-21などに更新されて退役しているが、北朝鮮では現役とみられる。
旧ソ連の友好国以外では、エジプトやシリアから鹵獲したBM-24をイスラエルが運用した例がある。1967年の第三次中東戦争時に鹵獲されたBM-24はそのままの状態でイスラエル軍により運用された他、発射機を大幅に改造し36連装としたものをスーパーシャーマンの車体に架装したMAR-240を製造し、2個大隊に配備されて1973年の第四次中東戦争や1982年のレバノン侵攻作戦 (ガリラヤの平和作戦)で運用された。

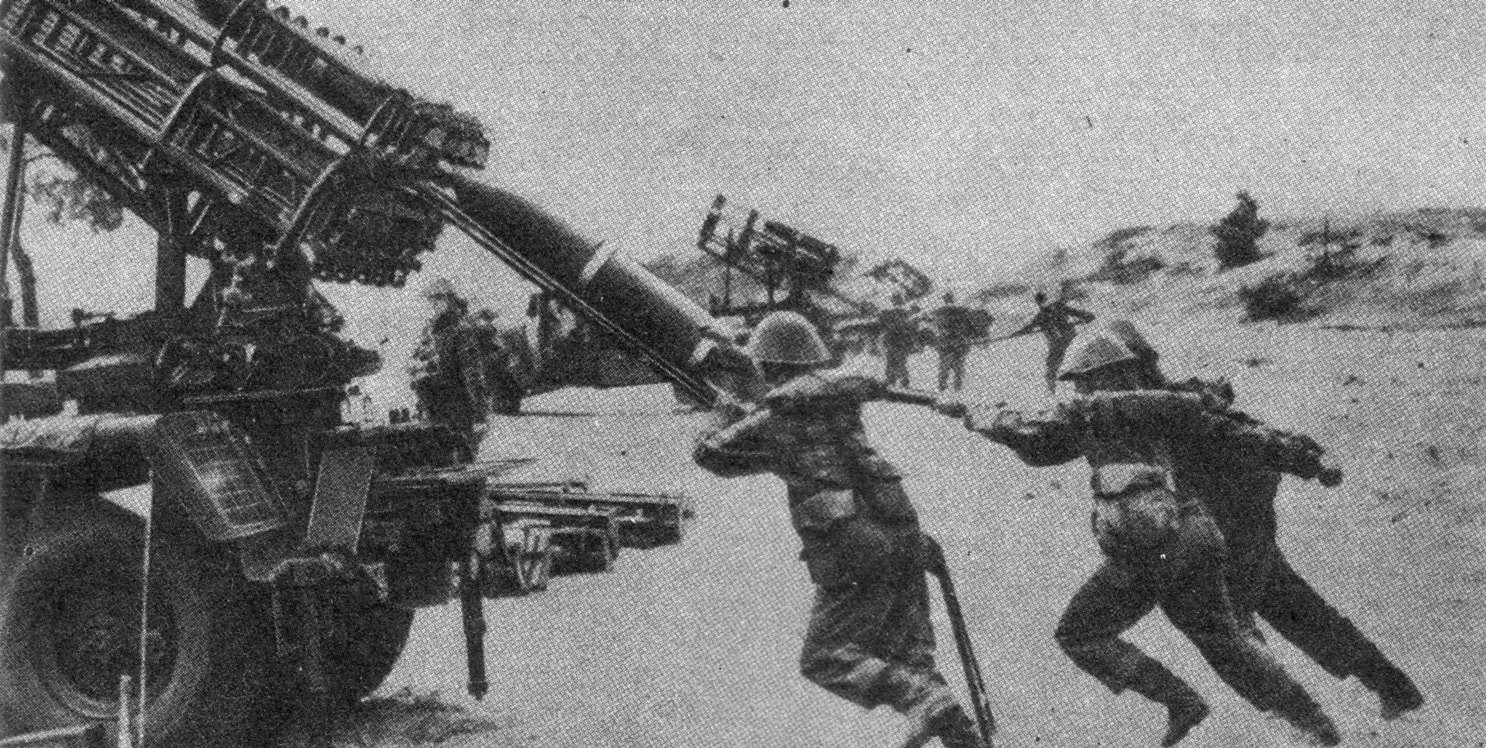
BM-24にロケット砲弾を装填する兵士
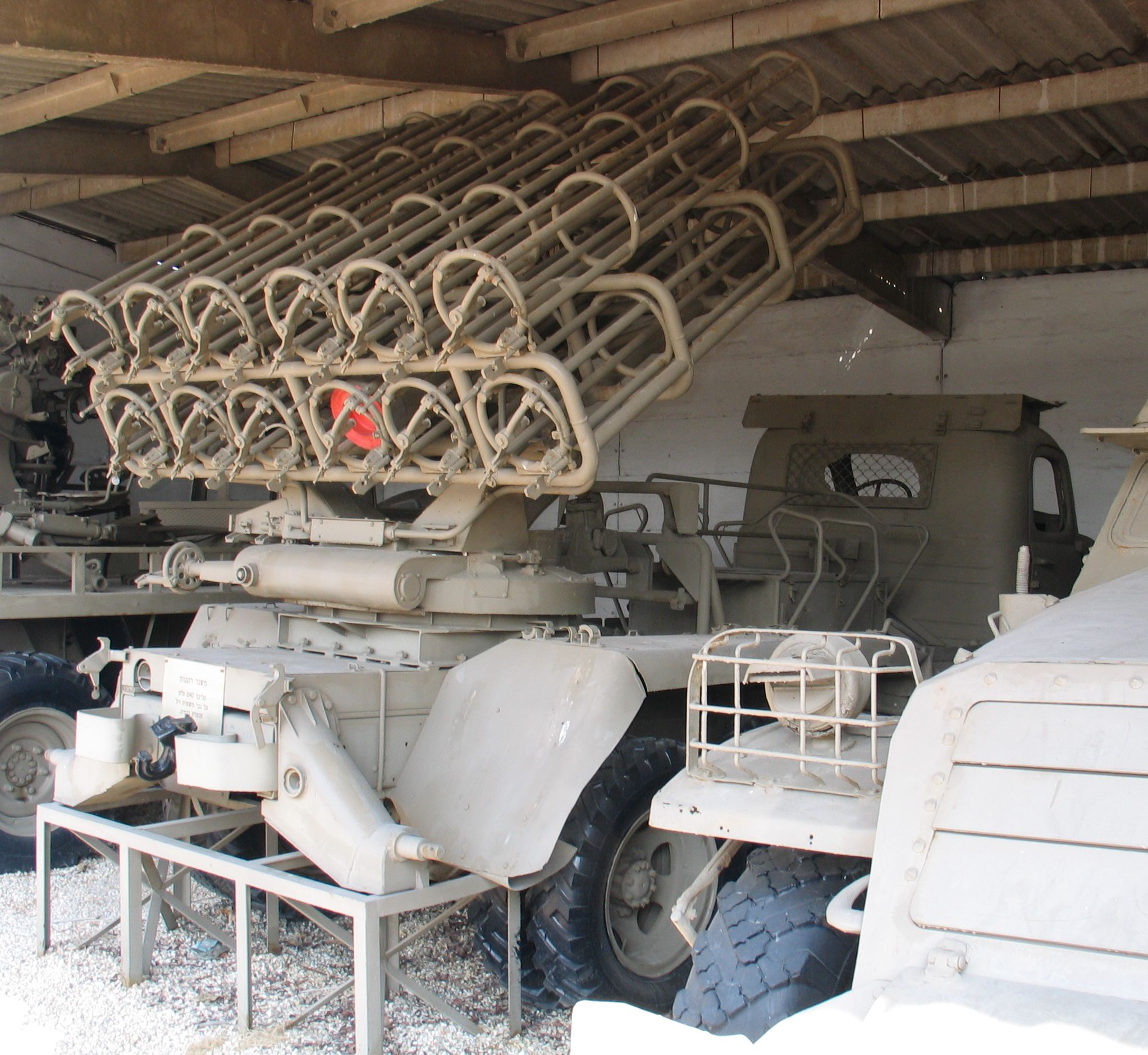
BM-24の発射機の後部。イスラエル国防軍歴史博物館の展示車両。
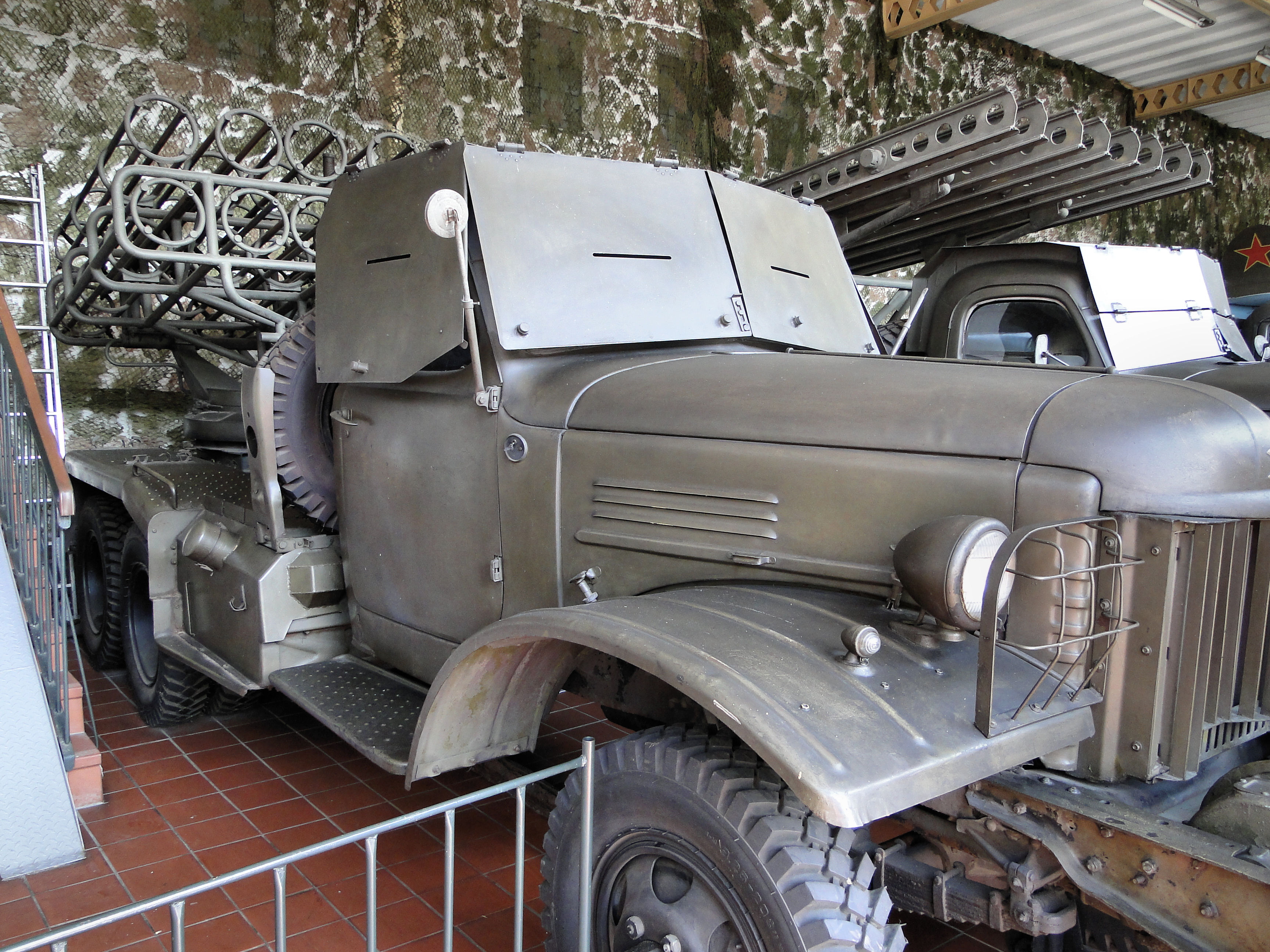
ポーランドの博物館の展示車両。ロケット砲のバックブラストを防ぐため、運転席ガラス部分が鋼板で防護されている。

## 派生型
BM-24
ZiS-151/ZIL-151に発射機を搭載したもの。
BM-24M
ZIL-157に発射機を搭載したもの。
BM-24T
AT-S装軌式トラクターに発射機を搭載したもの。
MAR-240
イスラエル軍がエジプト軍やシリア軍から鹵獲したBM-24の砲弾および発射機を改造し、36連装の発射機をスーパーシャーマンの車体に搭載したもの。

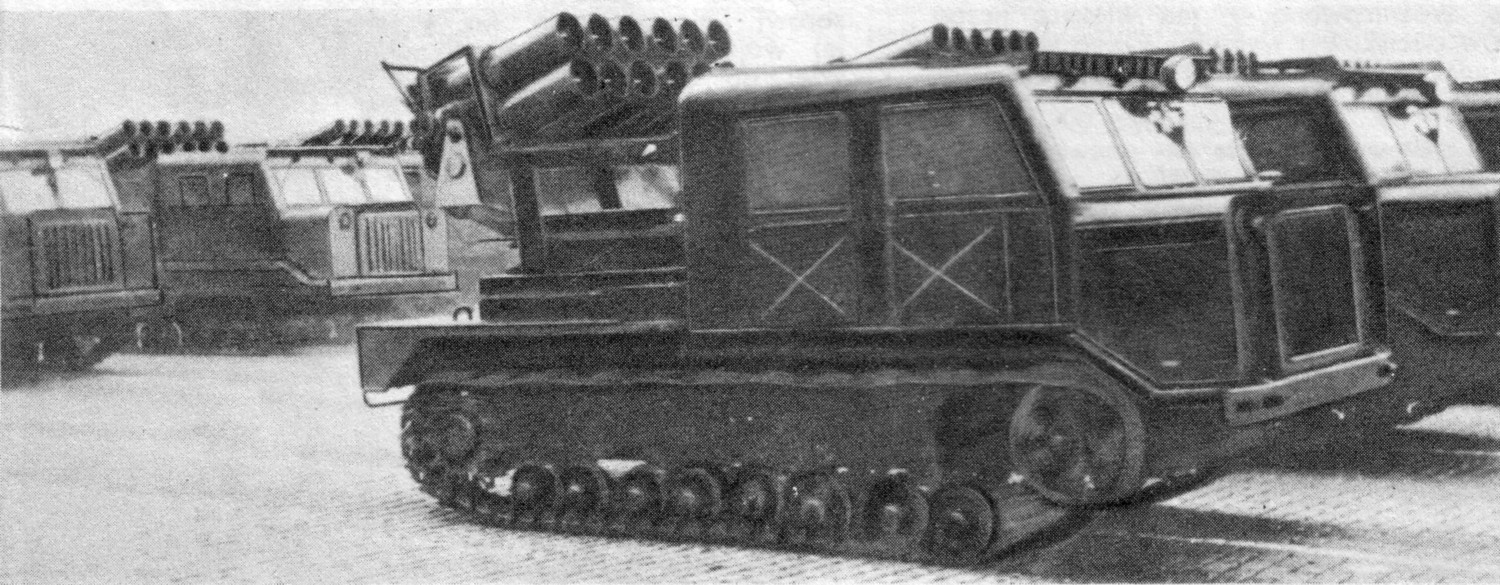
AT-Sに発射機を搭載したBM-24T
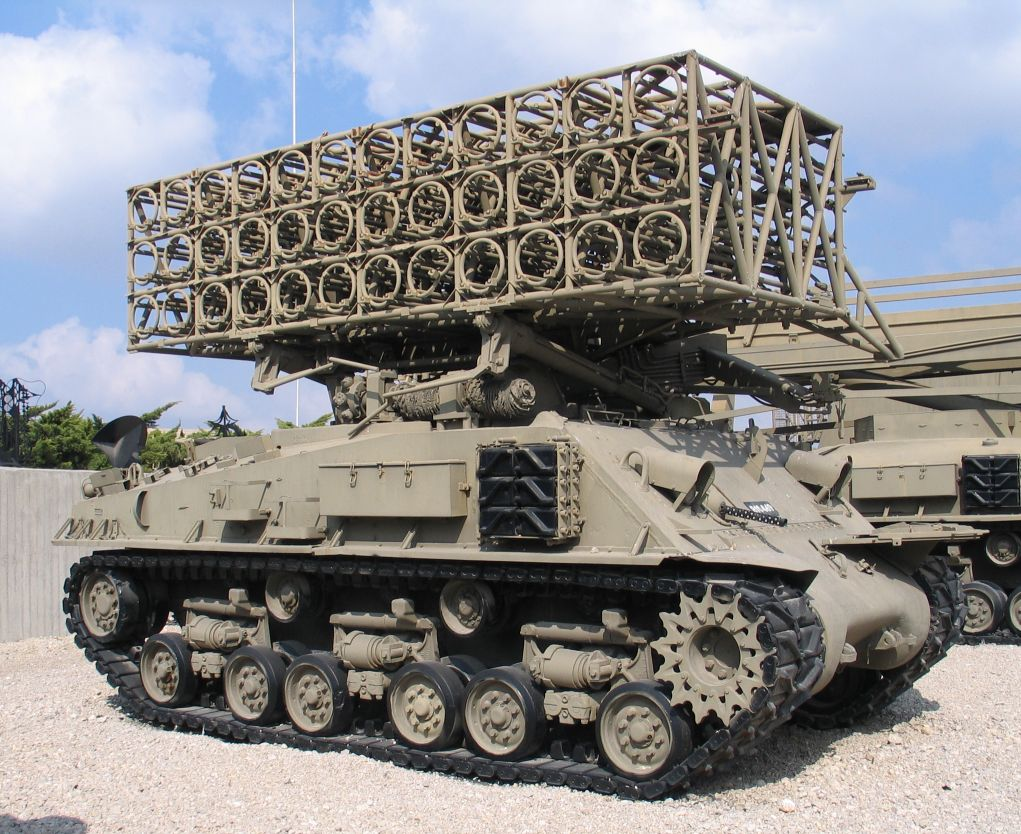
MAR-240。イスラエル軍が鹵獲したBM-24を元に改造して運用した。

## 採用国

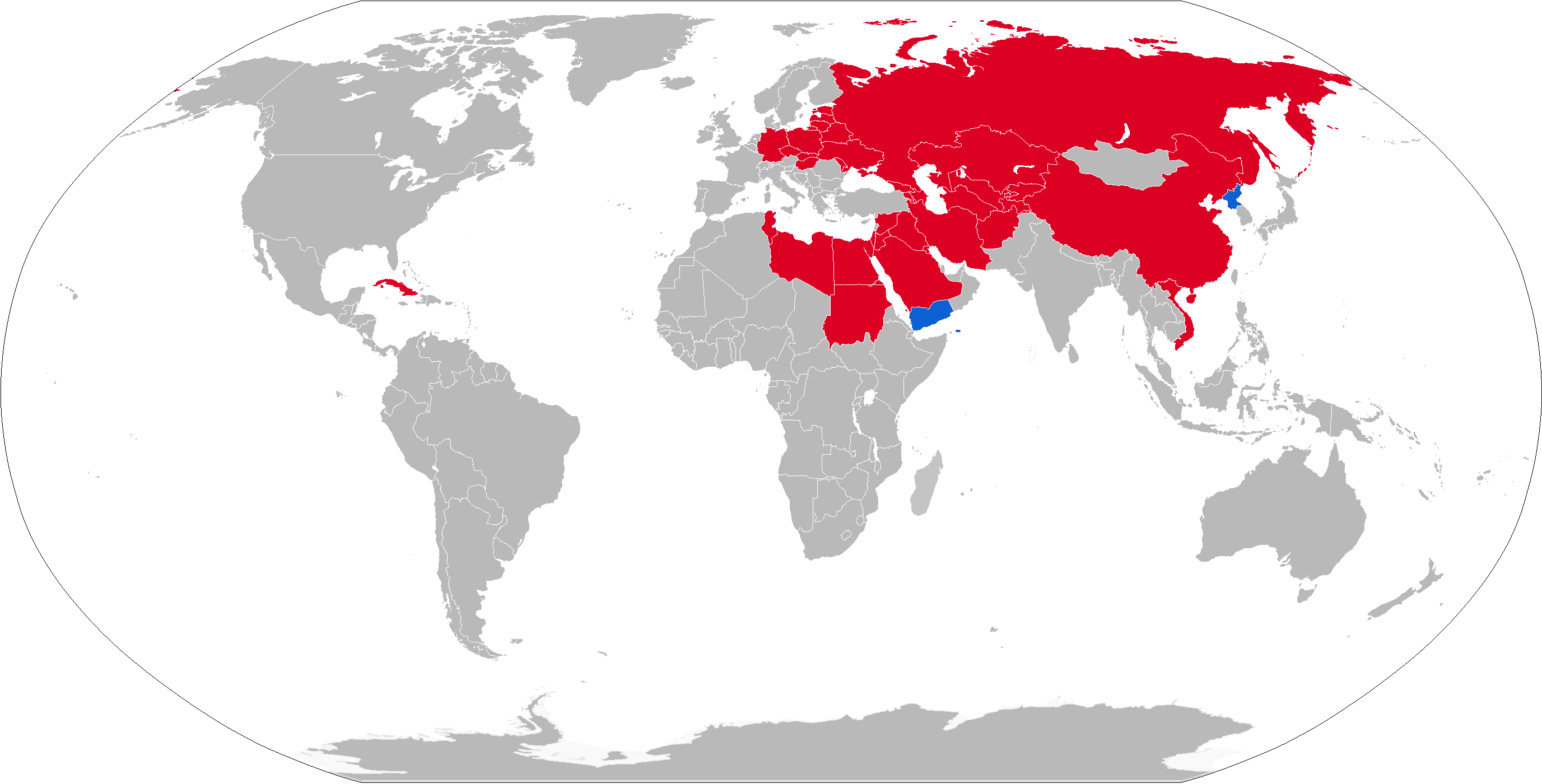
BM-24運用国 (青色は現役、赤色は退役国)

- エジプト - 2024年時点で、エジプト陸軍が48両のBM-24を保管中[2]。
- 北朝鮮
- イエメン